# Medaller dels Jocs Olímpics d'estiu de 2008
El medaller dels Jocs Olímpics d'estiu 2008 és una llista dels diferents Comitès Olímpics Nacionals que hi van prendre part, classificats segons el nombre de medalles guanyades als Jocs Olímpics, que es van disputar a Pequín des del 8 fins al 24 d'agost de 2008. En ells hi van prendre part aproximadament 11.028 atletes representants de 204 Comitès Olímpics Nacionals, que van competir en 302 proves de 29 esports.
L'Afganistan, Bahrain, Maurici, Sudan, Tadjikistan i Togo van guanyar les seves primeres medalles als Jocs Olímpics. Sèrbia també va aconseguir les seves primeres medalles com a Comitè Olímpic Nacional independent, després que anteriorment n'hagués aconseguit formant part de Iugoslàvia i de Sèrbia i Montenegro. Singapur va guanyar la seva primera medalla com a país independent, ja que l'única medalla aconseguida pel país asiàtic fins al moment havia estat el 1960, quan encara era una colònia britànica. Bahrain, Mongòlia (que tenia el rècord de medalles sense tenir cap or) i Panamà van guanyar la seva primera medalla d'or olímpica. En total foren 87 els països que aconseguiren alguna medalla, 55 dels quals l'aconseguiren d'or. Ambdues fites representen un rècord dins l'olimpisme.

## Medaller
Aquest és el medaller complet dels Jocs Olímpics d'Estiu 2008, basat en el recompte oficial fet pel COI. Els països estan ordenats segons les medalles d'or guanyades. En cas d'empat es considera les de plata i després les de bronze. Quan l'empat és total se sol ordenar els països alfabèticament.
La boxa, el judo, el taekwondo i la lluita, reparteix dues medalles de bronze per cada categoria. Això fa que les medalles de bronze siguin força superiors a les d'or o plata. Al mateix temps es van repartir dues medalles de plata a la prova d'atletisme dels 100 metres femenins, i no es va repartir medalla de bronze; i dues medalles de bronze en les proves de natació dels 100 metres esquena masculins i 100 metres lliures masculins.
El país d'amfitrió, Xina, es troba ressaltat en blau cel. El nombre més gran de medalles aconseguides en cada categoria (medalles d'or, medalles de plata, medalles de bronze, i medalles totals) se subratlla en negreta.
| Jocs Olímpics d'Estiu 2008 | Jocs Olímpics d'Estiu 2008 | Jocs Olímpics d'Estiu 2008 | Jocs Olímpics d'Estiu 2008 | Jocs Olímpics d'Estiu 2008 | Anells Olímpics |
| Posició                    | Estat                      | Or                         | Argent                     | Bronze                     | Total           |
| 1                          | R.P. de la Xina (CHN)      | 51                         | 21                         | 28                         | 100             |
| 2                          | Estats Units (USA)         | 36                         | 38                         | 36                         | 110             |
| 3                          | Rússia (RUS)               | 22                         | 21                         | 28                         | 71              |
| 4                          | Regne Unit (GBR)           | 19                         | 13                         | 15                         | 47              |
| 5                          | Alemanya (GER)             | 16                         | 10                         | 15                         | 41              |
| 6                          | Austràlia (AUS)            | 14                         | 15                         | 17                         | 46              |
| 7                          | Corea del Sud (KOR)        | 13                         | 10                         | 8                          | 31              |
| 8                          | Japó (JPN)                 | 9                          | 6                          | 10                         | 25              |
| 9                          | Itàlia (ITA)               | 8                          | 10                         | 10                         | 28              |
| 10                         | França (FRA)               | 7                          | 16                         | 17                         | 40              |
| 11                         | Ucraïna (UKR)              | 7                          | 5                          | 15                         | 27              |
| 12                         | Països Baixos (NED)        | 7                          | 5                          | 4                          | 16              |
| 13                         | Jamaica (JAM)              | 6                          | 3                          | 2                          | 11              |
| 14                         | Espanya (ESP)              | 5                          | 10                         | 3                          | 18              |
| 15                         | Kenya (KEN)                | 5                          | 5                          | 4                          | 14              |
| 16                         | Belarús (BLR)              | 4                          | 5                          | 10                         | 19              |
| 17                         | Romania (ROU)              | 4                          | 1                          | 3                          | 8               |
| 18                         | Etiòpia (ETH)              | 4                          | 1                          | 2                          | 7               |
| 19                         | Canadà (CAN)               | 3                          | 9                          | 6                          | 18              |
| 20                         | Polònia (POL)              | 3                          | 6                          | 1                          | 10              |
| 21                         | Hongria (HUN)              | 3                          | 5                          | 2                          | 10              |
| 21                         | Noruega (NOR)              | 3                          | 5                          | 2                          | 10              |
| 23                         | Brasil (BRA)               | 3                          | 4                          | 9                          | 16              |
| 24                         | Txèquia (CZE)              | 3                          | 3                          | 0                          | 6               |
| 25                         | Eslovàquia (SVK)           | 3                          | 2                          | 1                          | 6               |
| 26                         | Nova Zelanda (NZL)         | 3                          | 1                          | 5                          | 9               |
| 27                         | Geòrgia (GEO)              | 3                          | 0                          | 3                          | 6               |
| 28                         | Cuba (CUB)                 | 2                          | 11                         | 11                         | 24              |
| 29                         | Kazakhstan (KAZ)           | 2                          | 4                          | 7                          | 13              |
| 30                         | Dinamarca (DEN)            | 2                          | 2                          | 3                          | 7               |
| 31                         | Mongòlia (MNG)             | 2                          | 2                          | 0                          | 4               |
| 31                         | Tailàndia (THA)            | 2                          | 2                          | 0                          | 4               |
| 33                         | Corea del Nord (PRK)       | 2                          | 1                          | 3                          | 6               |
| 34                         | Argentina (ARG)            | 2                          | 0                          | 4                          | 6               |
| 34                         | Suïssa (SUI)               | 2                          | 0                          | 4                          | 6               |
| 36                         | Mèxic (MEX)                | 2                          | 0                          | 2                          | 4               |
| 37                         | Bèlgica (BEL)              | 2                          | 0                          | 0                          | 2               |
| 38                         | Turquia (TUR)              | 1                          | 4                          | 3                          | 8               |
| 39                         | Zimbàbue (ZIM)             | 1                          | 3                          | 0                          | 4               |
| 40                         | Azerbaidjan (AZE)          | 1                          | 2                          | 4                          | 7               |
| 41                         | Uzbekistan (UZB)           | 1                          | 2                          | 3                          | 6               |
| 42                         | Eslovènia (USA)            | 1                          | 2                          | 2                          | 5               |
| 43                         | Bulgària (BUL)             | 1                          | 1                          | 3                          | 5               |
| 43                         | Indonèsia (INA)            | 1                          | 1                          | 3                          | 5               |
| 45                         | Finlàndia (FIN)            | 1                          | 1                          | 2                          | 4               |
| 46                         | Letònia (LAT)              | 1                          | 1                          | 1                          | 3               |
| 47                         | República Dominicana (DOM) | 1                          | 1                          | 0                          | 2               |
| 47                         | Estònia (EST)              | 1                          | 1                          | 0                          | 2               |
| 47                         | Portugal (POR)             | 1                          | 1                          | 0                          | 2               |
| 50                         | Índia (IND)                | 1                          | 0                          | 2                          | 3               |
| 51                         | Iran (IRI)                 | 1                          | 0                          | 1                          | 2               |
| 52                         | Bahrain (BRN)              | 1                          | 0                          | 0                          | 1               |
| 52                         | Camerun (CMR)              | 1                          | 0                          | 0                          | 1               |
| 52                         | Panamà (PAN)               | 1                          | 0                          | 0                          | 1               |
| 52                         | Tunísia (TUN)              | 1                          | 0                          | 0                          | 1               |
| 56                         | Suècia (SWE)               | 0                          | 4                          | 1                          | 5               |
| 57                         | Croàcia (CRO)              | 0                          | 2                          | 3                          | 5               |
| 57                         | Lituània (LTU)             | 0                          | 2                          | 3                          | 5               |
| 59                         | Grècia (GRE)               | 0                          | 2                          | 2                          | 4               |
| 59                         | Nigèria (NGR)              | 0                          | 2                          | 2                          | 4               |
| 61                         | Trinitat i Tobago (TRI)    | 0                          | 2                          | 0                          | 2               |
| 62                         | Àustria (AUT)              | 0                          | 1                          | 2                          | 3               |
| 62                         | Irlanda (IRL)              | 0                          | 1                          | 2                          | 3               |
| 62                         | Sèrbia (SRB)               | 0                          | 1                          | 2                          | 3               |
| 65                         | Algèria (ALG)              | 0                          | 1                          | 1                          | 2               |
| 65                         | Bahames (BAH)              | 0                          | 1                          | 1                          | 2               |
| 65                         | Colòmbia (COL)             | 0                          | 1                          | 1                          | 2               |
| 65                         | Kirguizstan (KGZ)          | 0                          | 1                          | 1                          | 2               |
| 65                         | Marroc (MAR)               | 0                          | 1                          | 1                          | 2               |
| 65                         | Tadjikistan (TJK)          | 0                          | 1                          | 1                          | 2               |
| 71                         | Xile (CHI)                 | 0                          | 1                          | 0                          | 1               |
| 71                         | Equador (ECU)              | 0                          | 1                          | 0                          | 1               |
| 71                         | Islàndia (ISL)             | 0                          | 1                          | 0                          | 1               |
| 71                         | Malàisia (MAS)             | 0                          | 1                          | 0                          | 1               |
| 71                         | Sud-àfrica (RSA)           | 0                          | 1                          | 0                          | 1               |
| 71                         | Singapur (SIN)             | 0                          | 1                          | 0                          | 1               |
| 71                         | Sudan (SUD)                | 0                          | 1                          | 0                          | 1               |
| 71                         | Vietnam (VIE)              | 0                          | 1                          | 0                          | 1               |
| 79                         | Armènia (ARM)              | 0                          | 0                          | 6                          | 6               |
| 80                         | Taipei (TPE)               | 0                          | 0                          | 4                          | 4               |
| 81                         | Afganistan (AFG)           | 0                          | 0                          | 1                          | 1               |
| 81                         | Egipte (EGY)               | 0                          | 0                          | 1                          | 1               |
| 81                         | Israel (ISR)               | 0                          | 0                          | 1                          | 1               |
| 81                         | Moldàvia (MDA)             | 0                          | 0                          | 1                          | 1               |
| 81                         | Maurici (MRI)              | 0                          | 0                          | 1                          | 1               |
| 81                         | Togo (TOG)                 | 0                          | 0                          | 1                          | 1               |
| 81                         | Veneçuela (VEN)            | 0                          | 0                          | 1                          | 1               |
| Total                      | Total                      | 302                        | 303                        | 353                        | 958             |

Els Comitès Olímpics Nacionals que no apareixen en aquest llistat no van aconseguir cap medalla.

## Medalles retirades
El 15 d'agost de 2008 el Comitè Olímpic Internacional anuncià que el tirador nord-coreà Kim Jong Su havia donat positiu per propranolol i se li havien retirat les medalles aconseguides: una de bronze guanyada a la prova de 10 metres d'aire comprimit i una de plata a la prova de 50 metres. A la prova dels 10 metres d'aire comprimit la tercera posició fou adjudicada a l'estatudinenc Jason Turner i la segona plaça dels 50 metres anà a parar al xinès Zongliang Tan.
El lluitador suec Ara Abrahamian se li retirà la medalla de bronze guanyada a la prova de lluita grecoromana en la categoria de menys de 84 kg. després que durant la cerimònia d'entrega de medalles marxés precipitadament del pòdium i llancés la seva medalla al centre del tapís de lluita per protestar per una decicisió dels jutges en el seu combat de semifinals. El 16 d'agost de 2008 el CIO va anunciar que havia estat una manifestació política i representava una manca de respecte cap als altres competidors. La seva medalla no va anar a parar a cap altre esportista.
Lyudmila Blonska havia quedat segona a la prova d'heptatló femení. El 20 d'agost un control antidopatge va revelar que havia donat positiu per la ingesta d'esteorides anabolitzants, per la qual cosa va perdre la medalla, la qual anà a parar a mans d'Hyleas Foutain, dels Estats Units, mentre que la russa Tatiana Chernova es feia amb la medalla de bronze.